# Toxorhina levis
Toxorhina levis là một loài ruồi trong họ Limoniidae. Chúng phân bố ở miền Australasia.